# Euphorbia golondrina
Euphorbia golondrina är en törelväxtart som beskrevs av Louis Cutter Wheeler. Euphorbia golondrina ingår i släktet törlar, och familjen törelväxter. Inga underarter finns listade i Catalogue of Life.